# Cöln (Schiff, 1918)
Die zweite Cöln war ein Kleiner Kreuzer der Kaiserlichen Marine. Er war der Ersatz für den Kleinen Kreuzer Ariadne, welcher am 28. August 1914 im Seegefecht bei Helgoland – zusammen mit dem Vorgänger Cöln, nach dem das neue Schiff benannt wurde – gesunken war.

## Bau und Technische Daten
Die zweite Cöln lief am 5. Oktober 1916 in Hamburg bei der Werft von Blohm & Voss unter der Baunummer 247 vom Stapel. Sie war das Typschiff der letzten Klasse Kleiner Kreuzer, die in der Kaiserlichen Marine entwickelt wurden. Aufgrund bisheriger Erfahrungen waren diese Schiffe wesentlich größer und hatten eine höhere Geschwindigkeit sowie eine wesentlich stärkere Bewaffnung als ihre Vorgänger aufzuweisen.
Die Länge der zweiten Cöln betrug 156 m, die Breite 14,5 m und der Tiefgang 6,4 m. Das Schiff verdrängte 5.600 Tonnen und der Antrieb bestand aus zwei Sätzen von Dampfturbinen, die zwei Propeller antrieben. Die Dampfkessel waren sowohl mit Kohle als auch mit Öl befeuerbar. Die Höchstgeschwindigkeit lag offiziell bei 27,5 Knoten, die im Einsatz fahrbare Dauergeschwindigkeit bei 24,5 kn. Bei den Probefahrten konnte die Cöln jedoch bis zu 29 Knoten erreichen. Ihre Hauptbewaffnung bestand aus acht 15-cm-Schnellfeuerkanonen. Hinzu kamen Flugabwehrgeschütze, Torpedorohre sowie eine Legevorrichtungen für die 200 an Bord mitführbaren Minen. Die Deckspanzerung und der seitliche Panzergürtel waren 6 cm dick, den Kommandoturm schützte eine 10 cm dicke Panzerung.

## Einsatz und Verbleib
Mangels Material und Personal konnte das Schiff erst am 17. Januar 1918 in Dienst gestellt werden. Nach den Probefahrten wurde es der II. Aufklärungsgruppe zugeteilt. Außer einigen Minenunternehmungen in der Deutschen Bucht hatte die Cöln keine wesentlichen Einsätze mehr. Bei Kriegsende lag sie in Wilhelmshaven. Am 19. November 1918 trat die kaiserliche Hochseeflotte den Marsch in die Internierung nach Scapa Flow an, wo die Schiffe monatelang vor Anker lagen. Die Cöln ankerte nordöstlich der Insel Cava. Als endgültig feststand, dass die Siegermächte die Schiffe vereinnahmen würden, wurde am 21. Juni 1919 der Befehl zur Selbstversenkung gegeben. Auch die an Bord der Cöln verbliebene Restbesatzung öffnete die Seeventile ihres Schiffes. Gegen 13:50 Uhr kenterte der Kleine Kreuzer Cöln nach Steuerbord und sank auf den Grund von Scapa Flow. Im Gegensatz zu den meisten anderen dort versenkten deutschen Schiffen wurde sie nicht gehoben.

## Das Wrack
Das auf der Position 58° 54′ N, 3° 3′ W in 35 m Wassertiefe auf seiner Steuerbordseite liegende Wrack ist heute ein beliebtes Ziel für Sporttaucher und gilt als eines der besten Tauchziele in Scapa Flow. Das Schiff ist weitgehend intakt. Allerdings entfernte man bei Bergungsarbeiten die beiden vorderen Geschütze, deren Schilde und Lafetten sowie ihre Schrauben und Anker. Am Heck wurde ein Loch in den Rumpf gesprengt, um in den Maschinenraum zu gelangen. Die Bordwand auf der Backbordseite steigt bis in eine Tiefe von 20 m auf. Das Eindringen ins Innere des Schiffs gilt wegen der großen Mengen an dort abgelagertem Sediment als sehr gefährlich. Hierdurch kann sich die Sicht schlagartig verschlechtern. Am Wrack sollen sich bereits mehrere tödliche Tauchunfälle ereignet haben.

## Kommandanten
| Januar bis Oktober 1918     | Fregattenkapitän Erich Raeder                                |
| Oktober bis November 1918   | Fregattenkapitän Ludwig Kaulhausen                           |
| November 1918 bis Juni 1919 | Kapitänleutnant Johann Heinemann als Internierungskommandant |